# Miguel Delgado Ávila
Miguel Delgado Ávila SDB (* 23. Mai 1929 in Caracas, Venezuela; † 18. November 2008 in Altamira) war ein venezolanischer Geistlicher und römisch-katholischer Bischof von Barcelona.

## Leben
Miguel Delgado Avila trat 1938 der Ordensgemeinschaft der Salesianer Don Boscos bei und legte 1944 Profess ab. Er studierte von 1949 bis 1952 Philosophie an der Päpstlichen Universität der Salesianer in Turin und von 1952 bis 1956 Theologie an der Päpstlichen Universität Gregoriana in Rom. Delgado Avila empfing die Priesterweihe am 17. Dezember 1955. Er war in verschiedenen Funktionen im Bildungsbereich tätig sowie Prokurator der Salesianer Don Boscos und Präsident der venezolanischen Verbandes der katholischen Bildung (AVEC).
1979 wurde er von Papst Johannes Paul II. zum Titularbischof von Scebatiana und zum Weihbischof im Erzbistum Caracas in Venezuela ernannt. Die Bischofsweihe spendete ihm am 11. September 1979 José Kardinal Quintero Parra; Mitkonsekratoren waren der Koadjutor in Caracas, Erzbischof José Alí Lebrún Moratinos und Francisco José Iturriza Guillén SDB, Bischof von Coro. Von 1987 bis 1990 war er Generalsekretär der venezolanischen Bischofskonferenz. 
1991 wurde er zum vierten Bischof des Bistums Barcelona ernannt. Sein altersbedingtes Rücktrittsgesuch nahm Johannes Paul II. 1997 an. 